# 関鉄観光バス潮来営業センター
関鉄観光バス潮来営業センター（かんてつかんこうバスいたこえいぎょうセンター）は、かつて茨城県潮来市辻にあった関東鉄道グループの関鉄観光バスの営業所である。元々は関東鉄道潮来営業所であり、バス車体に標記される営業所略記はITであった。2010年（平成22年）7月16日廃止。以下に廃止時の状況を記す。

## 廃止当時の担当路線
当所は、関鉄観光バスの前身の一つである日本水郷観光バスから承継した一般路線も受け持っていた。当センター廃止後の一般路線は、佐原営業センターに移管された。
関東鉄道時代には、鉾田系統の路線も担当していた。
路線バス
- 潮来車庫 - 与田浦 - 佐原駅 - 県立佐原病院

## 廃止路線
関東鉄道時代に廃止
- 潮来高校 - 牛堀 - 麻生 - 繁昌 - 要局前 - 井上
- 潮来車庫 - 潮来駅 - 慈母観音 - 神栖町役場

関鉄観光バス移管後に廃止
- 香取神宮 - 佐原駅 - 西代 - 牛堀 - 潮来 - 鹿島バスターミナル
  - 2006年に廃止。かつては区間便として小山記念病院乗り入れ系統もあった。
- 潮来車庫 - 鹿島バスターミナル
  - 上記の区間便。

## 車両
当所は貸切バスが主に配置されていたが、上述の一般路線も受け持っていたため、一般路線車も2台配置されていた。以下、路線車の推移について記す。
関東鉄道時代は、いすゞ車が多く、特にローカル線も多かったことから北村製作所製のボディを架装するいすゞMRが多く配置されていた。
また、1995年（平成7年）には佐原営業所（現・関鉄観光バス佐原営業センター）の乗合バス部門が廃止されたことに伴い、同所に在籍していた路線車3台が当所に転入した。この時点で千葉ナンバーの路線車はすべて水戸ナンバーに変更されて消滅した（当センター廃止に伴い、所属車両も佐原センターに転属したため、千葉ナンバーの路線車が復活した）。
移籍車は1997年（平成9年）に取手営業所より川崎鶴見臨港バスから移籍したいすゞ・CJM1台が当所に転入したのが最初である。しかし、経年が古かったことからわずか9か月で廃車された。
その後、1999年（平成11年）に関鉄観光バスの発足に伴い、潮来営業所に在籍していた路線車の多くが鹿島営業所に転出した。潮来営業所の一般路線車は日本水郷観光から承継した元・日本観光バス（関鉄観光バスの前身の一つ）のいすゞMR3台だけとなっていたが、老朽化に伴い、翌年に川重車体工業（現・ジェイ・バス）製のボディを架装するいすゞ・CDMに置き換えられた。
2001年（平成13年）に佐原線が関鉄観光バスに移管されたことに伴い、鹿島から2台が当所に転入した。その後CDM置き換えとして千葉交通から日野・RJ2台が当所に移籍した。
2006年（平成18年）には筑波大学の学生輸送に使用されていた日産ディーゼル・スペースランナーRMが当所に配置された。また、一部路線の廃止に伴いRJが本社営業センターに転出した。